# Sportgemeinschaft Dynamo Dresden 2022-2023
Questa voce raccoglie le informazioni riguardanti la Sportgemeinschaft Dynamo Dresden nelle competizioni ufficiali della stagione 2022-2023.

## Stagione
Nella stagione 2022-2023 il Dinamo Dresda, allenato da Markus Anfang, concluse il campionato di 3. Liga al 6º posto. In Coppa di Germania il Dinamo Dresda fu eliminato al primo turno dallo Stoccarda.

## Rosa
| N. |                          | Ruolo | Calciatore             |
| -- | ------------------------ | ----- | ---------------------- |
| 1  | Germania (bandiera)      | P     | Sven Müller            |
| 2  | Corea del Sud (bandiera) | D     | Park Kyu-hyun          |
| 3  | Germania (bandiera)      | C     | Akaki Gogia            |
| 4  | Germania (bandiera)      | D     | Tim Knipping           |
| 6  | Germania (bandiera)      | C     | Ahmet Arslan           |
| 7  | Grecia (bandiera)        | A     | Panagiōtīs Vlachodīmos |
| 8  | Germania (bandiera)      | D     | Jonathan Meier         |
| 9  | Germania (bandiera)      | A     | Dennis Borkowski       |
| 10 | Germania (bandiera)      | C     | Patrick Weihrauch      |
| 14 | Germania (bandiera)      | D     | Paul Lehmann           |
| 15 | Germania (bandiera)      | D     | Claudio Kammerknecht   |
| 16 | Germania (bandiera)      | D     | Robin Becker           |
| 17 | Ucraina (bandiera)       | D     | Kyrylo Meličenko       |
| 18 | Corea del Sud (bandiera) | C     | Seo Jong-min           |
| 19 | Germania (bandiera)      | C     | Luca Herrmann          |

| N. |                     | Ruolo | Calciatore       |
| -- | ------------------- | ----- | ---------------- |
| 20 | Germania (bandiera) | C     | Julius Kade      |
| 21 | Germania (bandiera) | A     | Jakob Lemmer     |
| 22 | Ghana (bandiera)    | C     | Michael Akoto    |
| 23 | Germania (bandiera) | P     | Stefan Drljača   |
| 25 | Germania (bandiera) | C     | Jonas Oehmichen  |
| 27 | Germania (bandiera) | C     | Niklas Hauptmann |
| 28 | Germania (bandiera) | C     | Paul Will        |
| 30 | Germania (bandiera) | A     | Stefan Kutschke  |
| 31 | Germania (bandiera) | D     | Jakob Lewald     |
| 32 | Germania (bandiera) | A     | Christian Conteh |
| 33 | Germania (bandiera) | A     | Manuel Schäffler |
| 35 | Germania (bandiera) | P     | Kevin Broll      |
| 36 | Germania (bandiera) | C     | Max Kulke        |
| 38 | Germania (bandiera) | A     | Julius Hoffmann  |
| 39 | Germania (bandiera) | D     | Kevin Ehlers     |

## Organigramma societario
Area tecnica
- Allenatore: Markus Anfang
- Allenatore in seconda: Florian Junge, Heiko Scholz
- Preparatore dei portieri: David Yelldell
- Preparatori atletici: Matthias Grahé, Matthias Grahé

## Calciomercato

### Sessione estiva
| Acquisti | Acquisti             | Acquisti          | Acquisti |
| R.       | Nome                 | da                | Modalità |
| -------- | -------------------- | ----------------- | -------- |
| C        | Niklas Hauptmann     | Colonia           |          |
| C        | Akaki Gogia          | Zurigo            |          |
| D        | Jakob Lewald         | Viktoria Berlino  |          |
| D        | Kyrylo Meličenko     | Mariupol'         |          |
| A        | Manuel Schäffler     | Norimberga        |          |
| P        | Niklas Heeger        | Karlsruhe         |          |
| D        | Park Kyu-hyun        | Werder Brema      |          |
| C        | Ahmet Arslan         | Holstein Kiel     |          |
| A        | Christian Conteh     | Feyenoord         |          |
| A        | Dennis Borkowski     | Norimberga        |          |
| P        | Stefan Drljača       | Borussia Dortmund |          |
| A        | Phil Harres          | Ulma              |          |
| D        | Claudio Kammerknecht | Friburgo II       |          |
| D        | Jonas Kühn           | Sonnenhof G.      |          |
| C        | Max Kulke            | Meuselwitz        |          |
| A        | Stefan Kutschke      | Ingolstadt 04     |          |
| D        | Jonathan Meier       | Hansa Rostock     |          |
| P        | Sven Müller          | Hallescher        |          |
| C        | Seo Jong-min         | Wacker Innsbruck  |          |
| C        | Jan Shcherbakovski   | Hallescher        |          |

| Cessioni | Cessioni                      | Cessioni          | Cessioni |
| R.       | Nome                          | a                 | Modalità |
| -------- | ----------------------------- | ----------------- | -------- |
| A        | Phil Harres                   | Viktoria Berlino  |          |
| D        | Jonas Kühn                    | Viktoria Berlino  |          |
| C        | Yannick Stark                 | Manisa            |          |
| A        | Brandon Borrello              | Western Sydney    |          |
| A        | Agyemang Diawusie             | Ried              |          |
| P        | Kevin Broll                   | Górnik Zabrze     |          |
| D        | Antonis Aidonis               | Stoccarda         |          |
| A        | Christoph Daferner            | Norimberga        |          |
| A        | Václav Drchal                 | Sparta Praga      |          |
| C        | Adrian Fein                   | Bayern Monaco II  |          |
| D        | Guram Giorbelidze             | Wolfsberger       |          |
| A        | Ransford-Yeboah Königsdörffer | Amburgo           |          |
| P        | Marius Liesegang              | Teutonia Ottensen |          |
| D        | Sebastian Mai                 | Duisburg          |          |
| P        | Anton Mitrjuškin              | Chimki            |          |
| D        | Morris Schröter               | Hansa Rostock     |          |

### Sessione invernale
| Acquisti | Acquisti     | Acquisti          | Acquisti |
| R.       | Nome         | da                | Modalità |
| -------- | ------------ | ----------------- | -------- |
| P        | Kevin Broll  | Górnik Zabrze     |          |
| A        | Jakob Lemmer | Kickers Offenbach |          |

| Cessioni | Cessioni             | Cessioni          | Cessioni |
| R.       | Nome                 | a                 | Modalità |
| -------- | -------------------- | ----------------- | -------- |
| P        | Niklas Heeger        | Eintracht Treviri |          |
| C        | Jan Shcherbakovski   | Energie Cottbus   |          |
| A        | Oliver Batista-Meier | Verl              |          |

## Risultati

### 3. Liga

#### Girone di andata
| Arbitro: | Gerach |

|                                  |           |                                          |
| Borkowski 70’, 82’ Schäffler 73’ | Marcatori | 8’ (aut.) Ehlers 36’ Rieder 68’, 71’ Bär |

| Arbitro: | Cortus |

|  |           |                                   |
|  | Marcatori | 14’ (aut.) Nietfeld 80’ Weihrauch |

| Arbitro: | Heft |

|                             |           |  |
| Arslan 43’ Kammerknecht 75’ | Marcatori |  |

| Arbitro: | Exner |

|                  |           |            |
| Meißner 22’, 43’ | Marcatori | 14’ Arslan |

| Arbitro: | Jablonski |

|                 |           |                                   |
| Arslan 40’, 90’ | Marcatori | 4’, 60’ Correia 20’ Schnellbacher |

| Arbitro: | Badstübner |

|  |           |            |
|  | Marcatori | 85’ Conteh |

| Arbitro: | Schultes |

|                                              |           |  |
| Ehlers 9’ Arslan 66’ (rig.) Kammerknecht 89’ | Marcatori |  |

| Arbitro: | Benen |

|  |           |                     |
|  | Marcatori | 72’ (rig.) Kutschke |

| Arbitro: | Lechner |

|             |           |              |
| Kutschke 2’ | Marcatori | 25’ Testroet |

| Arbitro: | Bacher |

|                  |           |              |
| Nollenberger 45’ | Marcatori | 7’ Schäffler |

| Arbitro: | Haslberger |

|                                      |           |                             |
| Arslan 53’ Will 57’ Kammerknecht 71’ | Marcatori | 36’ (aut.) Akoto 40’ Tesche |

| Arbitro: | Bauer |

|           |           |               |
| Young 23’ | Marcatori | 89’ Schäffler |

| Arbitro: | Thomsen |

|            |           |                                            |
| Arslan 51’ | Marcatori | 34’ (rig.) Günther-Schmidt 63’ Steinkötter |

| Arbitro: | Braun |

|                                    |           |               |
| Winkler 5’ Kammerknecht 32’ (aut.) | Marcatori | 86’ Schäffler |

| Arbitro: | Fuchs |

|            |           |                |
| Arslan 69’ | Marcatori | 72’ Engelhardt |

| Arbitro: | Benen |

|                |           |  |
| Reinthaler 79’ | Marcatori |  |

| Dresda 12 novembre 2022, ore 14:00 CET 17ª giornata | Dinamo Dresda | 0 – 0 referto | Zwickau | Rudolf-Harbig-Stadion (27 090 spett.)\| Arbitro: \| Schwengers \| |
| Arbitro:                                            | Schwengers    |               |         |                                                                   |

| Arbitro: | Dankert |

|              |           |             |
| Kutschke 72’ | Marcatori | 90’ Janssen |

| Arbitro: | Burda |

|               |           |                               |
| Buchtmann 16’ | Marcatori | 64’, 82’ Arslan 71’ Borkowski |

#### Girone di ritorno
| Arbitro: | Reichel |

|            |           |                            |
| Vrenezi 5’ | Marcatori | 56’ Kutschke 75’ Borkowski |

| Arbitro: | Stegemann |

|                                                                     |           |                  |
| Kutschke 9’ Conteh 42’, 57’ Arslan 45’, 55’, 90’ Vollert 90’ (aut.) | Marcatori | 49’ Zimmerschied |

| Arbitro: | Nouhoum |

|                           |           |                                     |
| Grodowski 11’ Wolfram 68’ | Marcatori | 29’ Arslan 41’ Borkowski 90’ Lemmer |

| Arbitro: | Bauer |

|               |           |             |
| Borkowski 45’ | Marcatori | 12’ Meißner |

| Arbitro: | Bacher |

|                  |           |              |
| Dacaj 81’ (rig.) | Marcatori | 23’ Kutschke |

| Arbitro: | Welz |

|                   |           |  |
| Arslan 39’ (rig.) | Marcatori |  |

| Arbitro: | Greif |

|             |           |                                   |
| Njinmah 53’ | Marcatori | 6’, 17’ (rig.) Kutschke 9’ Lemmer |

| Arbitro: | Kessel |

|                                   |           |  |
| Kammerknecht 67’ Girth 76’ (aut.) | Marcatori |  |

| Arbitro: | Badstübner |

|                        |           |                                |
| Linsmayer 5’ Nduka 61’ | Marcatori | 10’ Will 40’ Arslan 58’ Lemmer |

| Arbitro: | Benen |

|            |           |                                  |
| Arslan 86’ | Marcatori | 37’ (aut.) Will 58’ Nollenberger |

| Arbitro: | Stegemann |

|  |           |            |
|  | Marcatori | 52’ Arslan |

| Arbitro: | Speckner |

|                          |           |               |
| Arslan 13’ Borkowski 66’ | Marcatori | 40’ Berlinski |

| Arbitro: | Waschitzki-Günther |

|                            |           |  |
| Grimaldi 28’ Neudecker 45’ | Marcatori |  |

| Arbitro: | Heft |

|                                |           |               |
| Arslan 31’ (rig.) Kutschke 73’ | Marcatori | 5’ Martinovic |

| Arbitro: | Petersen |

|            |           |            |
| Wiklöf 55’ | Marcatori | 28’ Arslan |

| Arbitro: | Cortus |

|                                     |           |                    |
| Arslan 11’ Hauptmann 70’ Lemmer 80’ | Marcatori | 14’ (rig.) Prtajin |

| Arbitro: | Brand |

|  |           |               |
|  | Marcatori | 34’ Hauptmann |

| Arbitro: | Erbst |

|                                           |           |                   |
| Soares 69’ Risch 78’ Fedl 82’ Janssen 90’ | Marcatori | 24’ (rig.) Arslan |

| Arbitro: | Gerach |

|                 |           |            |
| Arslan 45’, 87’ | Marcatori | 19’ Wegner |

### Coppa di Germania
| Arbitro: | Badstübner |

|  |           |              |
|  | Marcatori | 33’ Čurlinov |

## Statistiche

### Statistiche di squadra
| Competizione      | Punti | In casa | In casa | In casa | In casa | In casa | In casa | In trasferta | In trasferta | In trasferta | In trasferta | In trasferta | In trasferta | Totale | Totale | Totale | Totale | Totale | Totale | DR  |
| Competizione      | Punti | G       | V       | N       | P       | Gf      | Gs      | G            | V            | N            | P            | Gf           | Gs           | G      | V      | N      | P      | Gf     | Gs     | DR  |
| ----------------- | ----- | ------- | ------- | ------- | ------- | ------- | ------- | ------------ | ------------ | ------------ | ------------ | ------------ | ------------ | ------ | ------ | ------ | ------ | ------ | ------ | --- |
| 3. Liga           | 69    | 19      | 10      | 5       | 4       | 38      | 22      | 19           | 10           | 4            | 5            | 27           | 22           | 38     | 20     | 9      | 9      | 65     | 44     | +21 |
| Coppa di Germania | -     | 1       | 0       | 0       | 1       | 0       | 1       | 0            | 0            | 0            | 0            | 0            | 0            | 1      | 0      | 0      | 1      | 0      | 1      | -1  |
| Totale            | 69    | 20      | 10      | 5       | 5       | 38      | 23      | 19           | 10           | 4            | 5            | 27           | 22           | 39     | 20     | 9      | 10     | 65     | 45     | +20 |

### Andamento in campionato
| Giornata  | 1  | 2 | 3 | 4  | 5  | 6  | 7 | 8 | 9 | 10 | 11 | 12 | 13 | 14 | 15 | 16 | 17 | 18 | 19 | 20 | 21 | 22 | 23 | 24 | 25 | 26 | 27 | 28 | 29 | 30 | 31 | 32 | 33 | 34 | 35 | 36 | 37 | 38 |
| --------- | -- | - | - | -- | -- | -- | - | - | - | -- | -- | -- | -- | -- | -- | -- | -- | -- | -- | -- | -- | -- | -- | -- | -- | -- | -- | -- | -- | -- | -- | -- | -- | -- | -- | -- | -- | -- |
| Luogo     | C  | T | C | T  | C  | T  | C | T | C | T  | C  | T  | C  | T  | C  | T  | C  | C  | T  | T  | C  | T  | C  | T  | C  | T  | C  | T  | C  | T  | C  | T  | C  | T  | C  | T  | T  | C  |
| Risultato | P  | V | V | P  | P  | V  | V | V | N | N  | V  | N  | P  | P  | N  | P  | N  | N  | V  | V  | V  | V  | N  | N  | V  | V  | V  | V  | P  | V  | V  | P  | V  | N  | V  | V  | P  | V  |
| Posizione | 14 | 9 | 7 | 11 | 11 | 10 | 7 | 6 | 5 | 6  | 4  | 5  | 7  | 8  | 7  | 9  | 9  | 11 | 9  | 9  | 8  | 6  | 6  | 7  | 6  | 6  | 4  | 3  | 5  | 4  | 4  | 5  | 4  | 4  | 3  | 3  | 6  | 6  |

Legenda:

Luogo: C = Casa; T = Trasferta. Risultato: V = Vittoria; N = Pareggio; P = Sconfitta.

### Statistiche dei giocatori
| Giocatore         | 3. Liga  | 3. Liga | 3. Liga     | 3. Liga    | Coppa di Germania | Coppa di Germania | Coppa di Germania | Coppa di Germania | Totale   | Totale | Totale      | Totale     |
| Giocatore         | Presenze | Reti    | Ammonizioni | Espulsioni | Presenze          | Reti              | Ammonizioni       | Espulsioni        | Presenze | Reti   | Ammonizioni | Espulsioni |
| ----------------- | -------- | ------- | ----------- | ---------- | ----------------- | ----------------- | ----------------- | ----------------- | -------- | ------ | ----------- | ---------- |
| M. Akoto          | 21       | 0       | 5           | 0          | 1                 | 0                 | 1                 | 0                 | 22       | 0      | 6           | 0          |
| A. Arslan         | 36       | 25      | 9           | 0          | 1                 | 0                 | 0                 | 0                 | 37       | 25     | 9           | 0          |
| O. Batista-Meier  | 4        | 0       | 1           | 0          | 0                 | 0                 | 0                 | 0                 | 4        | 0      | 1           | 0          |
| R. Becker         | 13       | 0       | 2           | 0          | 1                 | 0                 | 0                 | 0                 | 14       | 0      | 2           | 0          |
| D. Borkowski      | 30       | 7       | 6           | 0          | 1                 | 0                 | 0                 | 0                 | 31       | 7      | 6           | 0          |
| K. Broll          | 0        | 0       | 0           | 0          | 0                 | 0                 | 0                 | 0                 | 0        | 0      | 0           | 0          |
| C. Conteh         | 26       | 3       | 8           | 0          | 1                 | 0                 | 0                 | 0                 | 27       | 3      | 8           | 0          |
| S. Drljača        | 34       | 0       | 2           | 0          | 0                 | 0                 | 0                 | 0                 | 34       | 0      | 2           | 0          |
| K. Ehlers         | 20       | 1       | 2           | 0          | 0                 | 0                 | 0                 | 0                 | 20       | 1      | 2           | 0          |
| A. Gogia          | 12       | 0       | 2           | 0          | 0                 | 0                 | 0                 | 0                 | 12       | 0      | 2           | 0          |
| P. Harres         | 1        | 0       | 0           | 0          | 0                 | 0                 | 0                 | 0                 | 1        | 0      | 0           | 0          |
| N. Hauptmann      | 22       | 2       | 10          | 1          | 0                 | 0                 | 0                 | 0                 | 22       | 2      | 10          | 1          |
| N. Heeger         | 0        | 0       | 0           | 0          | 0                 | 0                 | 0                 | 0                 | 0        | 0      | 0           | 0          |
| L. Herrmann       | 1        | 0       | 0           | 0          | 0                 | 0                 | 0                 | 0                 | 1        | 0      | 0           | 0          |
| J. Hoffmann       | 0        | 0       | 0           | 0          | 0                 | 0                 | 0                 | 0                 | 0        | 0      | 0           | 0          |
| J. Kade           | 16       | 0       | 0           | 0          | 1                 | 0                 | 0                 | 0                 | 17       | 0      | 0           | 0          |
| C. Kammerknecht   | 34       | 4       | 7           | 0          | 1                 | 0                 | 0                 | 0                 | 35       | 4      | 7           | 0          |
| T. Knipping       | 36       | 0       | 8           | 0          | 1                 | 0                 | 0                 | 0                 | 37       | 0      | 8           | 0          |
| M. Kulke          | 19       | 0       | 4           | 0          | 0                 | 0                 | 0                 | 0                 | 19       | 0      | 4           | 0          |
| S. Kutschke       | 36       | 9       | 11          | 0          | 1                 | 0                 | 0                 | 0                 | 37       | 9      | 11          | 0          |
| P. Lehmann        | 3        | 0       | 1           | 0          | 0                 | 0                 | 0                 | 0                 | 3        | 0      | 1           | 0          |
| J. Lemmer         | 20       | 4       | 0           | 0          | 0                 | 0                 | 0                 | 0                 | 20       | 4      | 0           | 0          |
| J. Lewald         | 27       | 0       | 5           | 0          | 0                 | 0                 | 0                 | 0                 | 27       | 0      | 5           | 0          |
| J. Meier          | 31       | 0       | 5           | 0          | 1                 | 0                 | 0                 | 0                 | 32       | 0      | 5           | 0          |
| K. Meličenko      | 18       | 0       | 4           | 0          | 0                 | 0                 | 0                 | 0                 | 18       | 0      | 4           | 0          |
| S. Müller         | 4        | 0       | 0           | 0          | 1                 | 0                 | 0                 | 0                 | 5        | 0      | 0           | 0          |
| J. Oehmichen      | 10       | 0       | 1           | 0          | 0                 | 0                 | 0                 | 0                 | 10       | 0      | 1           | 0          |
| K. Park           | 16       | 0       | 5           | 0          | 1                 | 0                 | 0                 | 0                 | 17       | 0      | 5           | 0          |
| M. Schäffler      | 33       | 4       | 1           | 0          | 1                 | 0                 | 0                 | 0                 | 34       | 4      | 1           | 0          |
| J. Seo            | 0        | 0       | 0           | 0          | 0                 | 0                 | 0                 | 0                 | 0        | 0      | 0           | 0          |
| J. Shcherbakovski | 1        | 0       | 0           | 0          | 0                 | 0                 | 0                 | 0                 | 1        | 0      | 0           | 0          |
| Y. Stark          | 4        | 0       | 0           | 0          | 1                 | 0                 | 0                 | 0                 | 5        | 0      | 0           | 0          |
| P. Vlachodīmos    | 5        | 0       | 1           | 0          | 0                 | 0                 | 0                 | 0                 | 5        | 0      | 1           | 0          |
| P. Weihrauch      | 17       | 1       | 1           | 0          | 0                 | 0                 | 0                 | 0                 | 17       | 1      | 1           | 0          |
| P. Will           | 32       | 2       | 10          | 0          | 1                 | 0                 | 0                 | 0                 | 33       | 2      | 10          | 0          |